# Faculté de pharmacie de Paris
Pour les articles homonymes, voir Faculté de pharmacie.

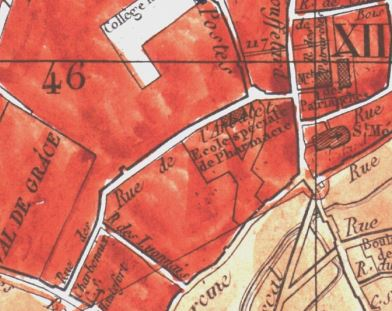
Emplacement de l'ancienne École de pharmacie, rue de l'Arbalète. Extrait du plan de Paris d'Ambroise Tardieu de 1839.

La faculté de pharmacie de Paris est une composante de la faculté de santé de l'université Paris-Cité, située au 4, avenue de l'Observatoire, dans le 6e arrondissement. Jusqu'en 2019, la faculté des sciences pharmaceutiques et biologiques elle était une unité de formation et de recherche de l'université Paris-Descartes.

## Historique
La faculté de pharmacie de Paris est héritière de l’École de pharmacie, créée en 1803, en remplacement de l'« École gratuite de pharmacie » et, avant elle, du collège de pharmacie de Paris (1777-1792), installée rue de l'Arbalète dans les bâtiments de l'ancienne communauté des maîtres apothicaires, qui dataient de 1629. Évoqué dès 1864, un déménagement n'est envisagé qu'en 1870 et décidé en 1875. Sur un projet de Charles Laisné, le bâtiment est construit de 1877 à 1882 dans un style classique. L'école s’installe donc au 4, avenue de l’Observatoire en juillet 1882. Entre 1883 et 1888, la décoration du hall est confiée à Albert Besnard qui réalise dix-sept panneaux.
L'école est conçue comme un ensemble de trois éléments : bâtiment principal, aile des travaux pratiques, jardin botanique. Dès 1896, il faut agrandir les locaux, avec un laboratoire de chimie minérale construit entre les deux amphithéâtres. D'autres agrandissements sont réalisés par la suite en 1935, avec l'adjonction d'un troisième étage au bâtiment principal par Roux et Levrat, puis en 1962 avec un nouveau bâtiment parallèle à celui des travaux pratiques. Couvrant 34 000 m2, la faculté comporte six amphithéâtres, des locaux administratifs, des salles de classe et une quarantaine de laboratoires. Le pôle pharmacie-biologie-cosmétologie de la Bibliothèque interuniversitaire de santé est situé dans ces bâtiments, eux-mêmes bordés par le jardin botanique de 3 436 m2.
L'université Paris-Descartes fusionne au 1er janvier 2020 avec l'université Paris-Diderot et l'Institut de physique du globe pour donner naissance à l'université Paris-Cité, dont la faculté de pharmacie de Paris devient une composante.

## Institution

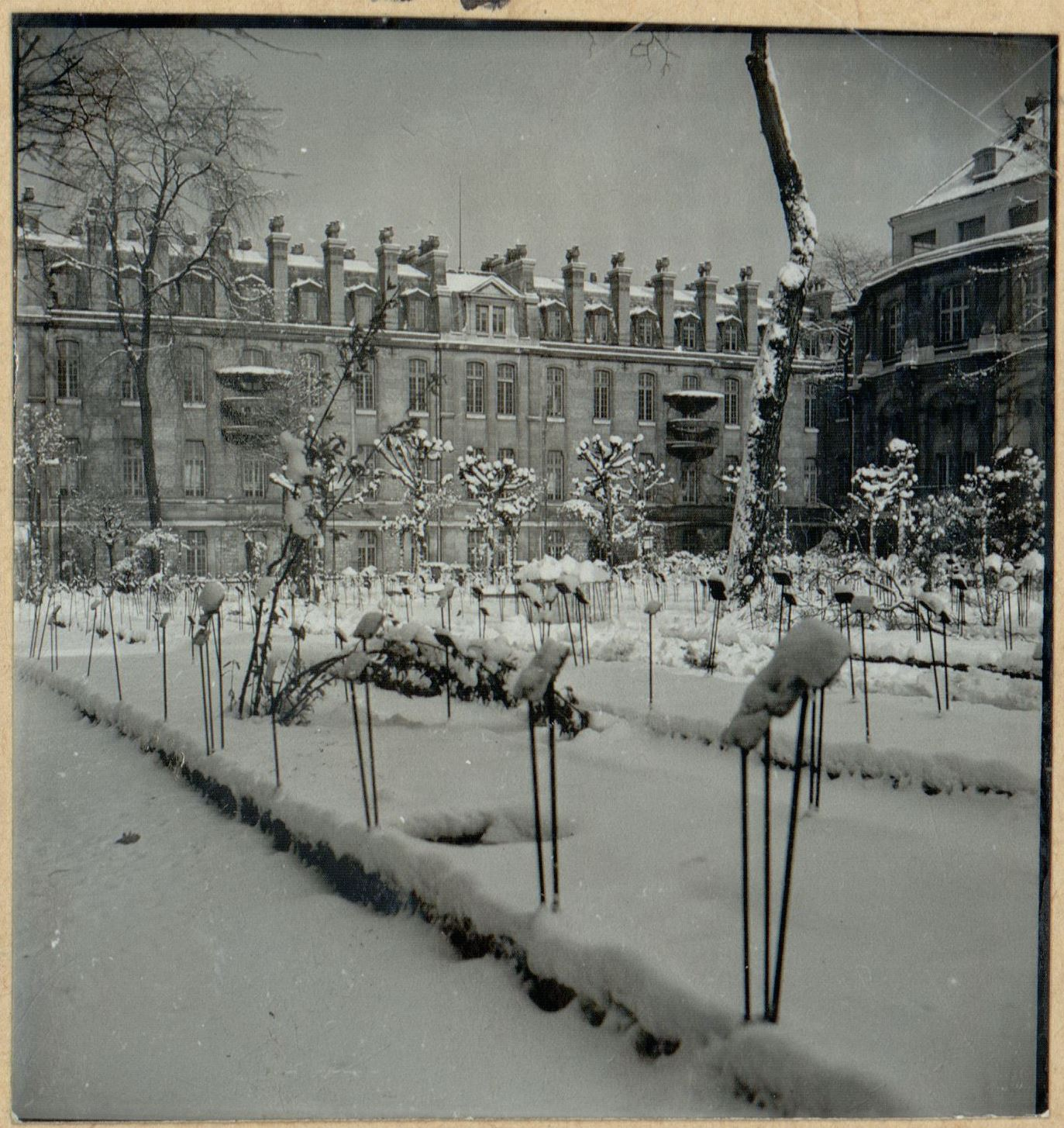
Jardin et bâtiment des travaux pratiques de la faculté de pharmacie, 1940 (Bibliothèque interuniversitaire de la Sorbonne, NuBIS.

L’École supérieure de pharmacie devient faculté en 1920. Lors de la séparation de l'université de Paris après la loi Faure de 1968, elle est attribuée à l'université Paris Descartes puis devient une « unité de formation et de recherche » (UFR) puis la faculté de pharmacie de Paris.

## Formation

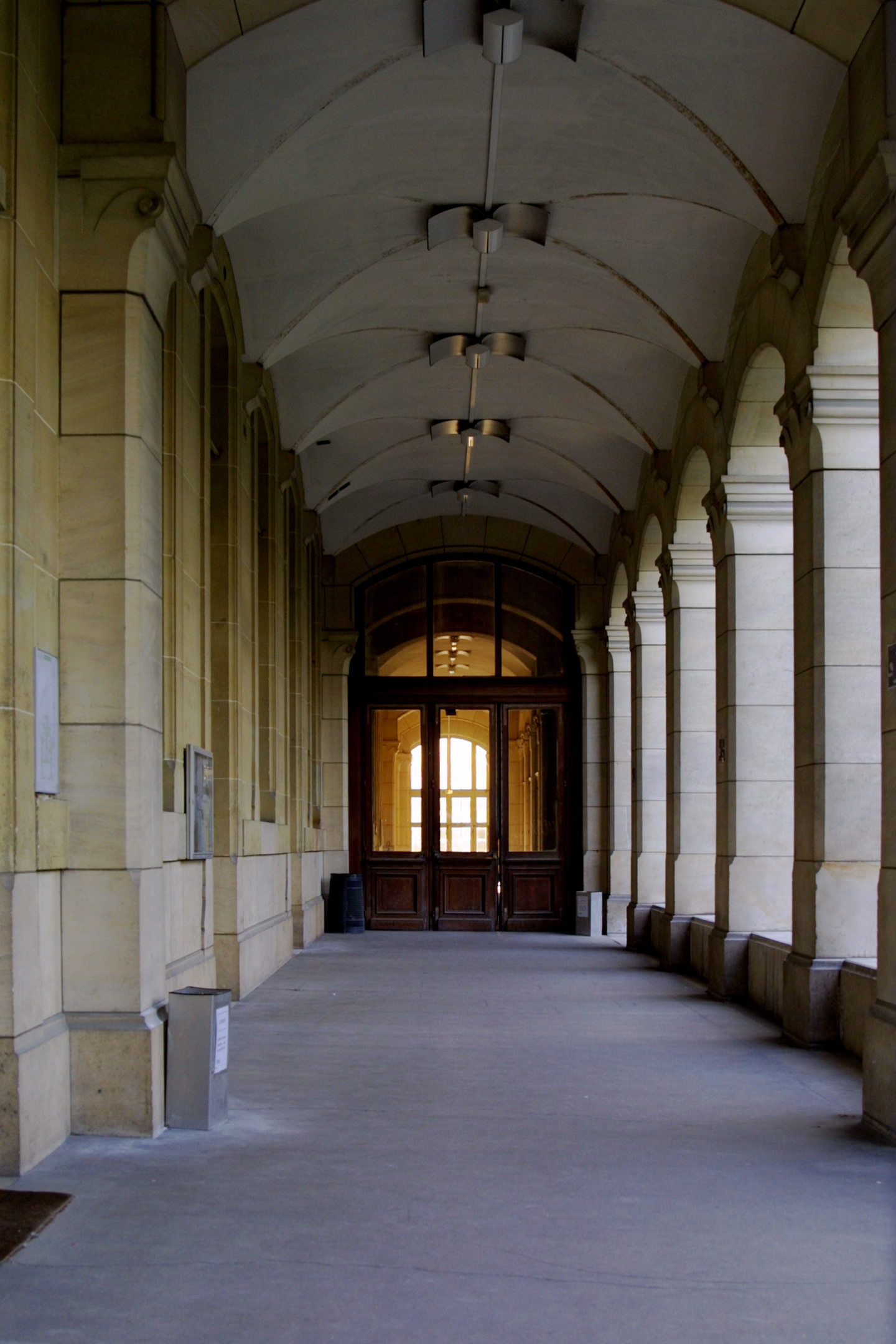
Couloir de la faculté.

### Pharmacie
Le cursus pharmaceutique se déroule sur six années, à la fin desquelles l'étudiant devient Docteur en pharmacie. La première année (PASS ou LAS) est commune à d'autres formations de santé, et elle est sanctionnée par un concours. Le premier cycle (PASS/LAS, 2e et 3e années) constitue la formation scientifique commune de base et aborde, en fin de cycle, les problématiques cliniques. Le deuxième cycle (4e et 5e années) est davantage centré sur la clinique et les pathologies, ainsi qu'une préparation à l'entrée dans une des trois filières spécifiques à la pharmacie : officine, industrie et recherche ou hôpital (internat). La 5e année, dite "hospitalo-universaire", est consacrée au stage d'externat, les étudiants étant à plein temps à l'hôpital pendant 6 mois. Le concours de l'internat en pharmacie se déroule au début de cette 5e année (mois de décembre), et permet d'accéder aux fonctions hospitalières (publiques ou privées) en tant que pharmacien hospitalier ou bien biologiste médical. Le troisième cycle (6e année) est réservé à l'apprentissage spécifique de la filière choisie par l'étudiant et à la préparation de la thèse d'exercice. Le cursus des études pharmaceutiques est actuellement en fin d'adaptation pour s'intégrer complètement dans le système LMD.

### Pharmascience: double-cursus de préparation à la recherche
Bâtie en septembre 2008 sur le modèle de la préparation de l’école de l’Inserm au niveau national, cette filière est interne à la faculté de pharmacie de Paris, tout comme celle destinée aux étudiants en médecine, la filière «Médecine-Sciences». Les étudiants en pharmacie sont sélectionnés sur dossier et entretien dès le début de la 2e année. Leur cursus se développe ensuite selon le schéma suivant : dès la 2e année, 80h de cours supplémentaires sont dispensés aux étudiants. Ce renforcement des enseignements prend une forme nouvelle, plus participative : discussions/commentaires basés sur l’analyse d’articles scientifiques permettant d’acquérir très rapidement un esprit critique, tout en assimilant de nouveaux concepts. Ni abordés dans la suite des études pharmaceutiques, ni proposés en parcours d'initiation à la recherche (enseignements issus du parcours Master 1 Santé), deux modules d’une quarantaine d’heures ont été sélectionnés. Ils permettent d’approfondir les outils mathématiques et statistiques, ainsi que d’appréhender la chimie biologique. Plusieurs séances de lecture critique d'articles scientifiques sont également organisées au cours de l'année par les anciennes promotions d'étudiants du double-cursus.
Entre la 2e et la 3e années, un stage de 2 mois à temps plein est réalisé dans l’une des équipes de recherche de l’université Paris Descartes. Ce stage est suivi d’un mémoire que l’étudiant doit défendre, en partie en anglais, devant un jury. En 3e et 4e années, l’étudiant choisit sa spécialisation en choisissant un parcours d'initiation à la recherche (PIR) dans le domaine qui l’intéresse plus particulièrement.
Entre la 3e et la 4e année, un nouveau stage de 3 mois à temps plein doit être effectué dans les mêmes conditions que le premier. Il sert également de validation de stage dans le PIR considéré.
Lors de sa 5e année, l’année hospitalo-universitaire est maintenue en limitant le choix des stages à des laboratoires hospitaliers dont la vocation est la recherche orientée clinique (centre d’investigation clinique, centre d’investigation biomédical...).
Dès leur 3e année, les étudiants sont fortement incités à choisir la filière industrie ou à préparer l’internat. Dans le 1er cas, ils effectuent un Master 2 durant leur 6e année, afin de poursuivre par une thèse d’exercice. S’ils passent l’internat en 5e année, ils peuvent suivre la filière pharmacie spécialisée ou biologie spécialité recherche et ainsi réaliser leur Master 2 puis une thèse d’exercice. La soutenance de la thèse d’exercice à la fin de la 6e année ou en fin d’internat leur permet d’obtenir le diplôme d’État de docteur en pharmacie selon le cursus commun des études de pharmacie.
Un des avantages que présente la filière «Pharmascience» par rapport à la filière «Médecine-Sciences» ou à l’école de l’Inserm est d’intégrer totalement le Master 2 et la thèse d'exercice dans les études de pharmacie, sans proposer une coupure dans les études.

### Sciences de la Vie et de la Santé

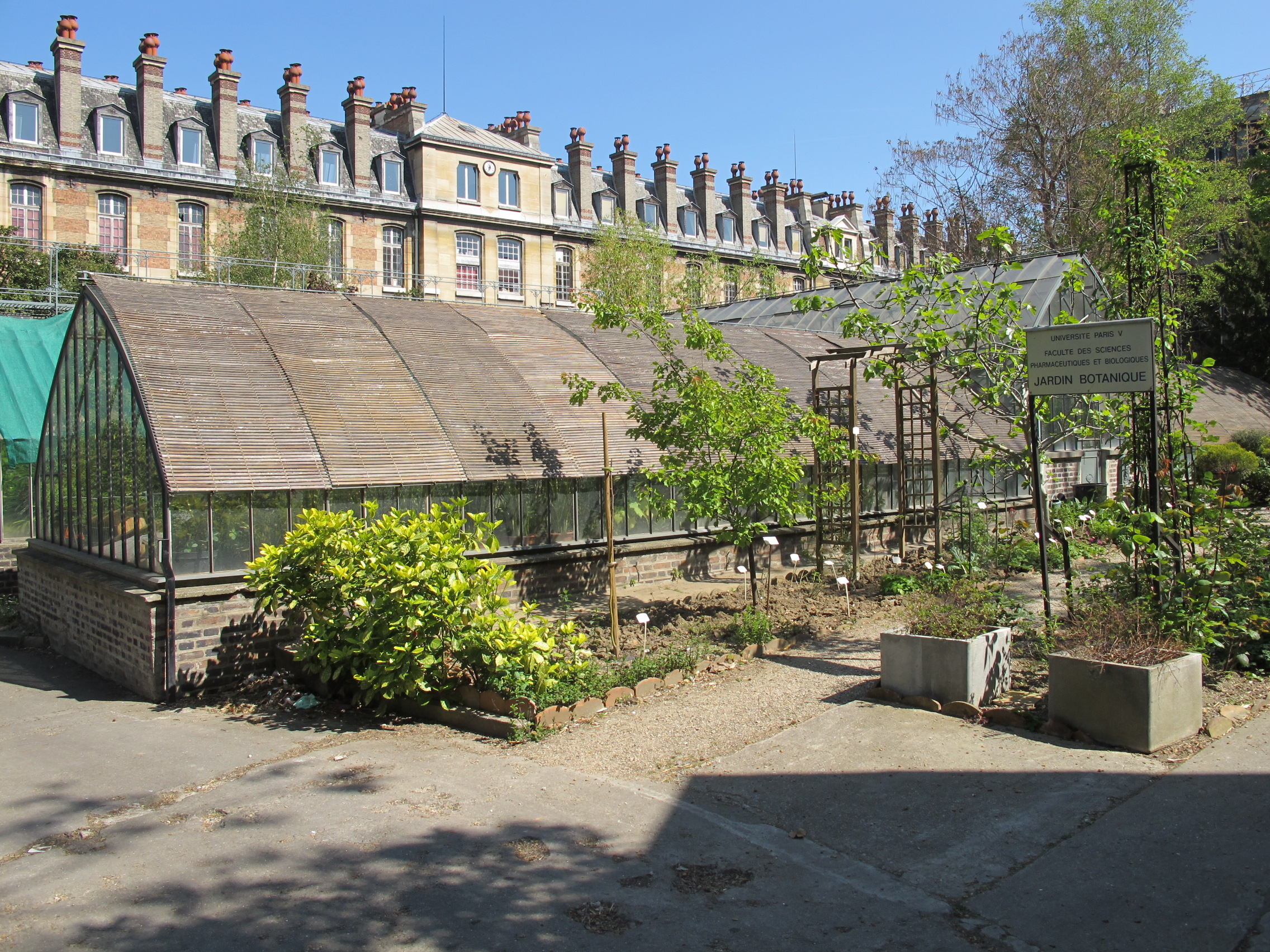
Jardin botanique.

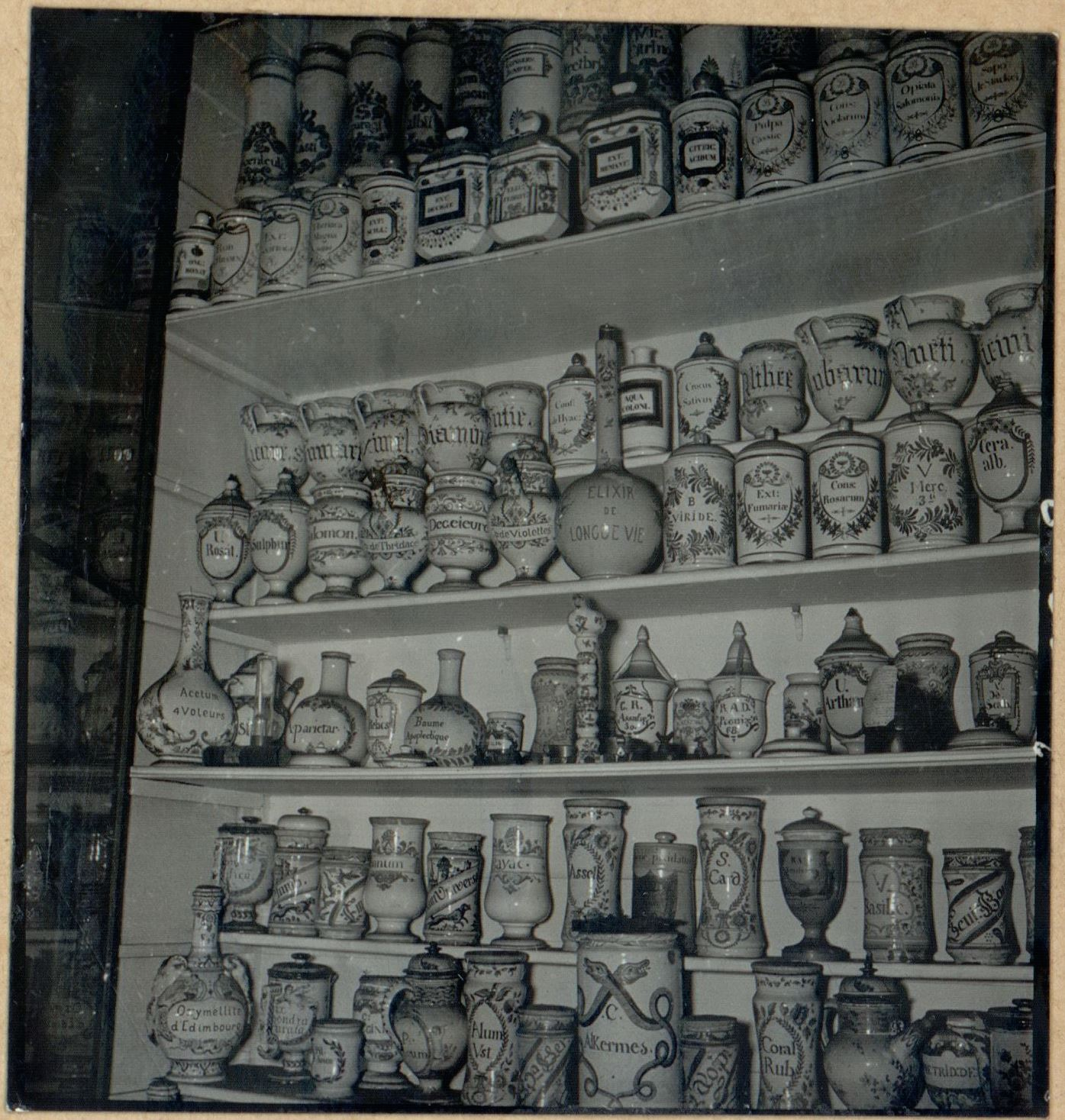
Collection de pots à pharmacie du musée de la faculté de pharmacie, 1940 (Bibliothèque interuniversitaire de la Sorbonne, NuBIS.

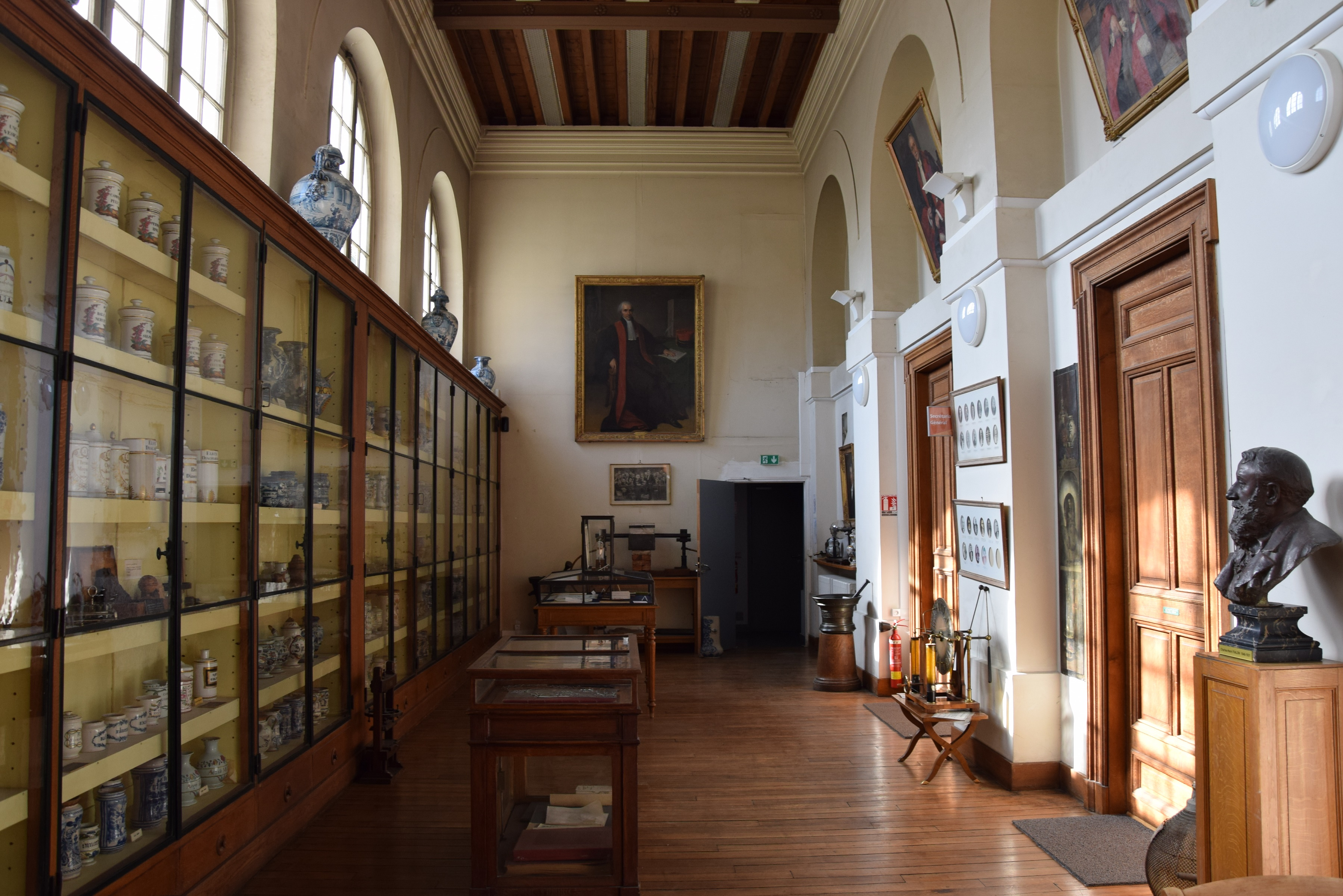
Galerie des pots.

La faculté de pharmacie de Paris propose une offre de formation en sciences de la vie et de la santé de niveau licence, master et doctorat.
Au total, plus de quatre mille étudiants y sont inscrits en formation initiale.

## Doyens
- 1922-1931 : Maxime Radais[8]
- 1940-1946 : Augustin Damiens (de)
- 1946-1960 : René Fabre (cy)[9]
- 1960-1966 : Guillaume Valette (d)[10]

[...]
- 2012-2017 : Jean-Michel Scherrmann (d)
- depuis 2017 : Jean-Louis Beaudeux (d)

## Enseignants célèbres
- Auguste Béhal
- Frédéric Dardel
- Louis Figuier
- Jean-Marie Géhu
- Léon Guignard
- Noël-Étienne Henry
- Henri Hérissey
- Maurice-Marie Janot
- Alain Le Hir
- Paul Lebeau
- Auguste Sartory
- Amand Valeur
- Antoine Villiers-Moriamé

## Art

### Peinture
L'École supérieure de pharmacie est ornée de fresques d'Albert Besnard.

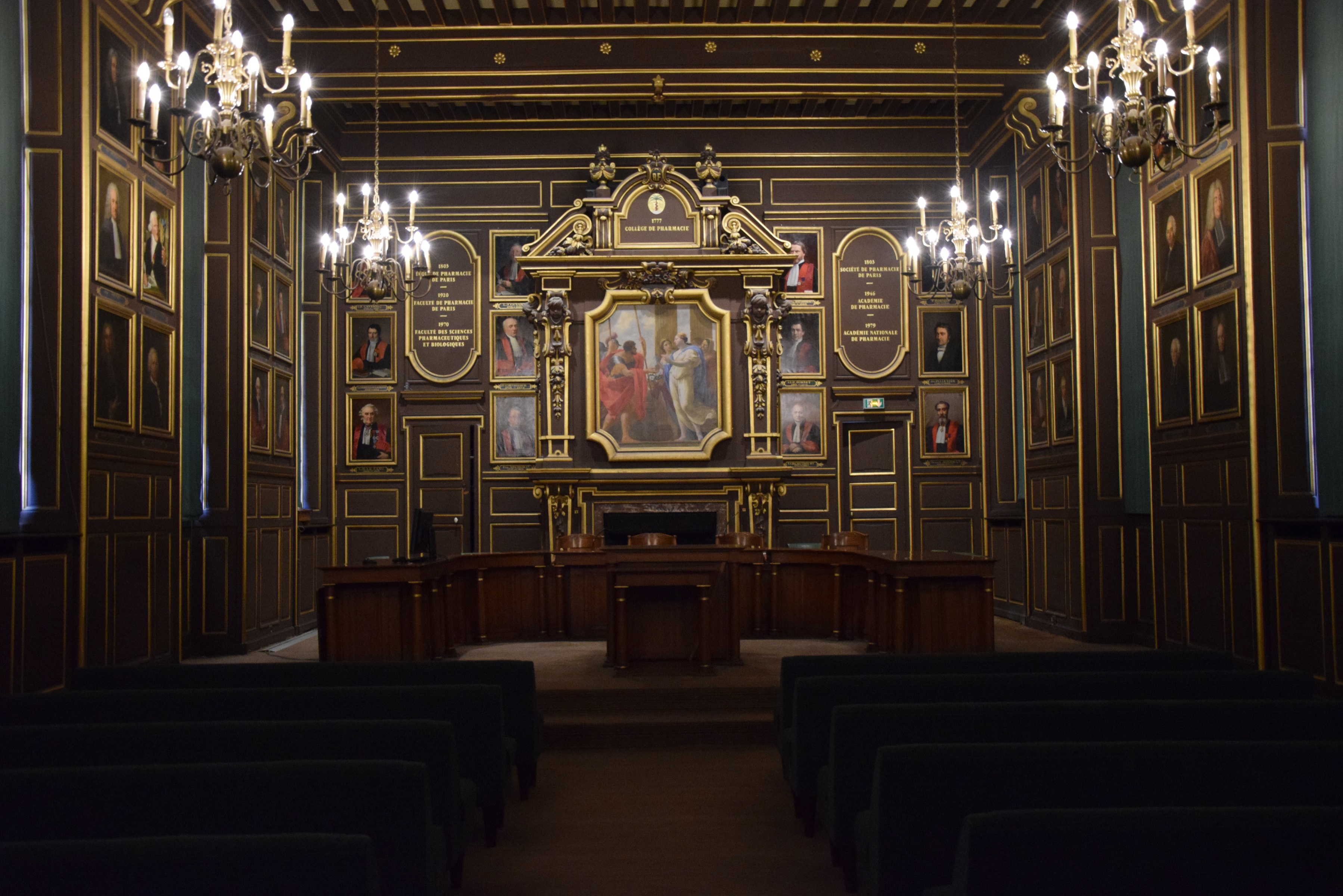
Salle des actes.

### Statuaire

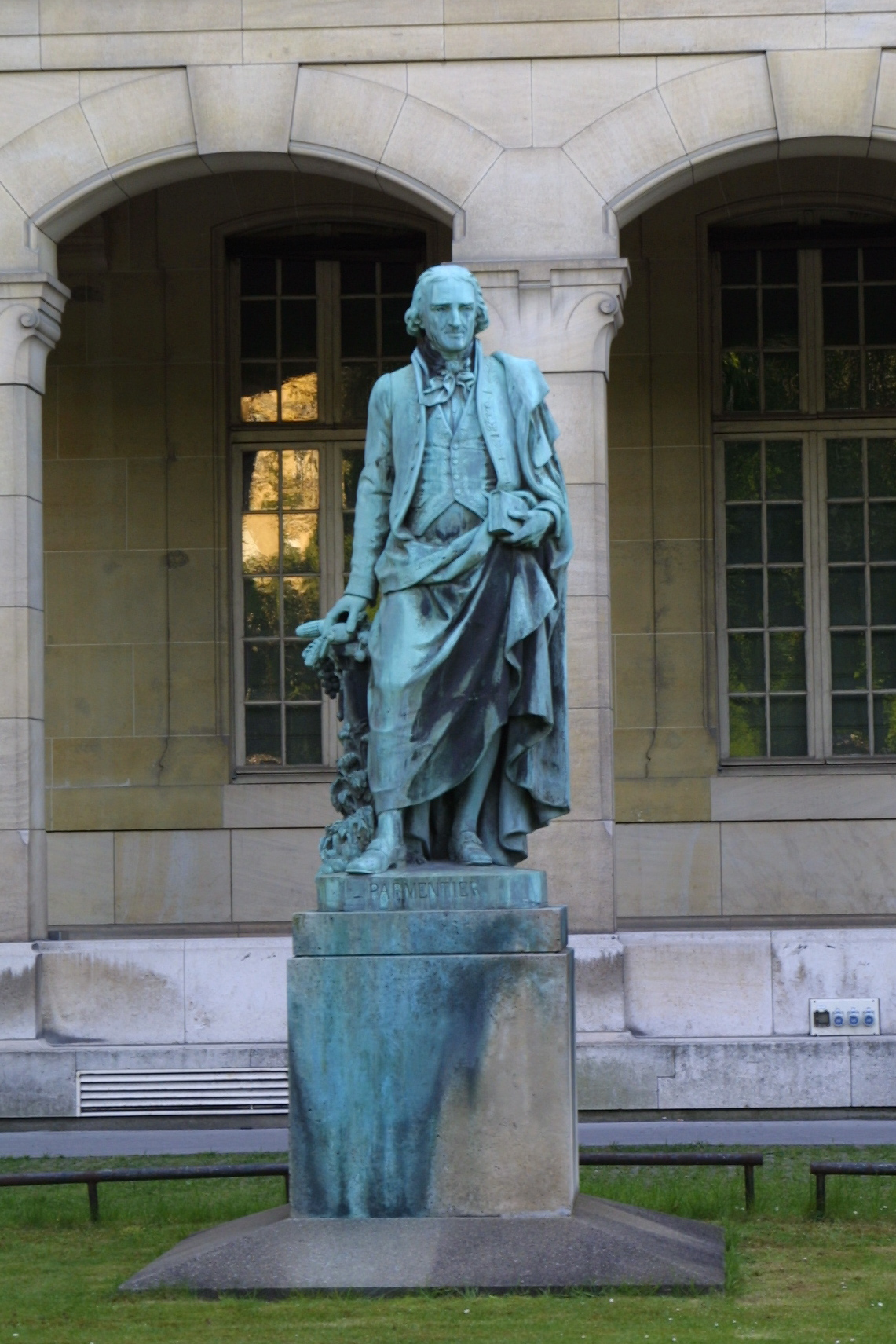
Monument à Parmentier (1866), bronze.
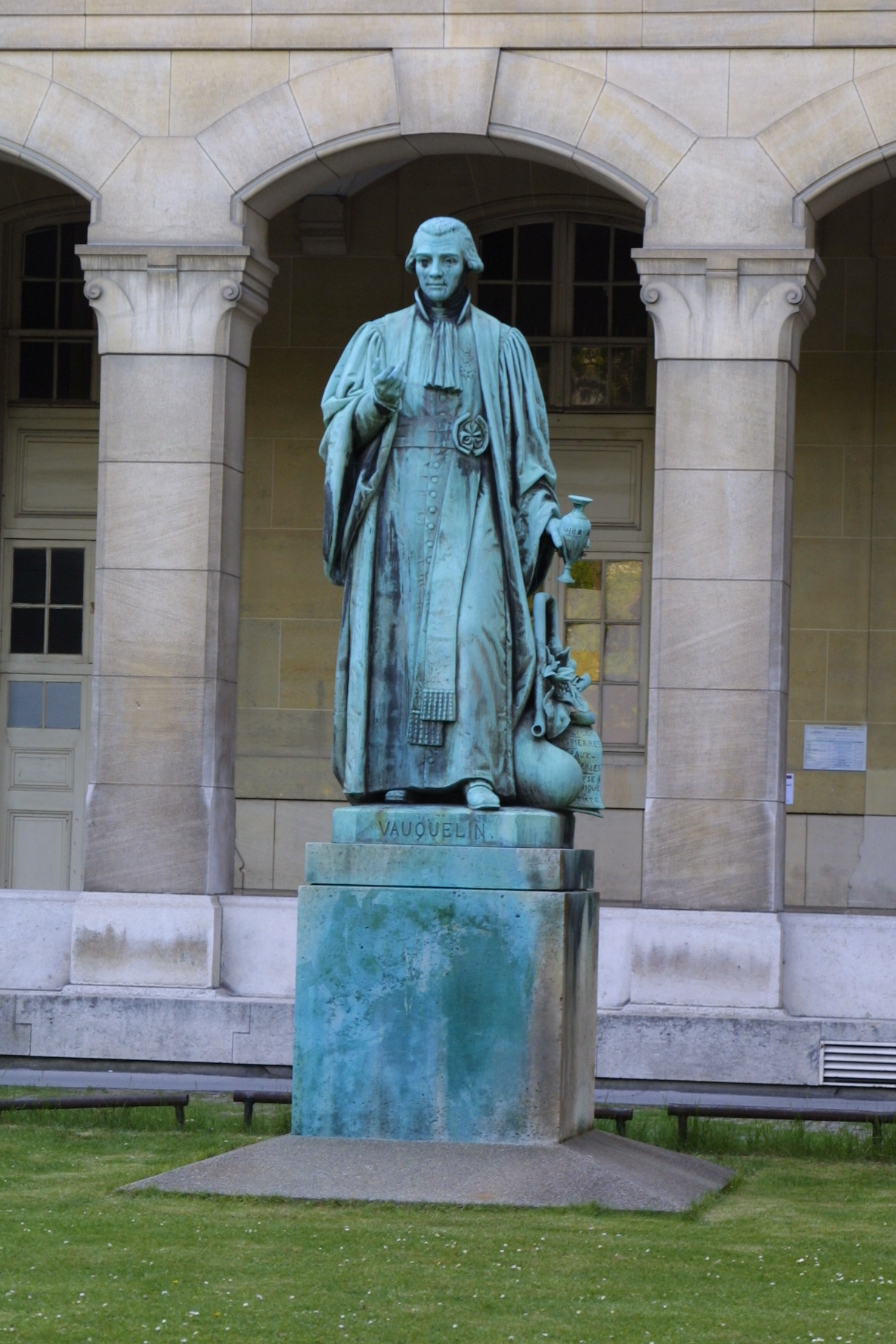
Monument à Vauquelin (1875), bronze.
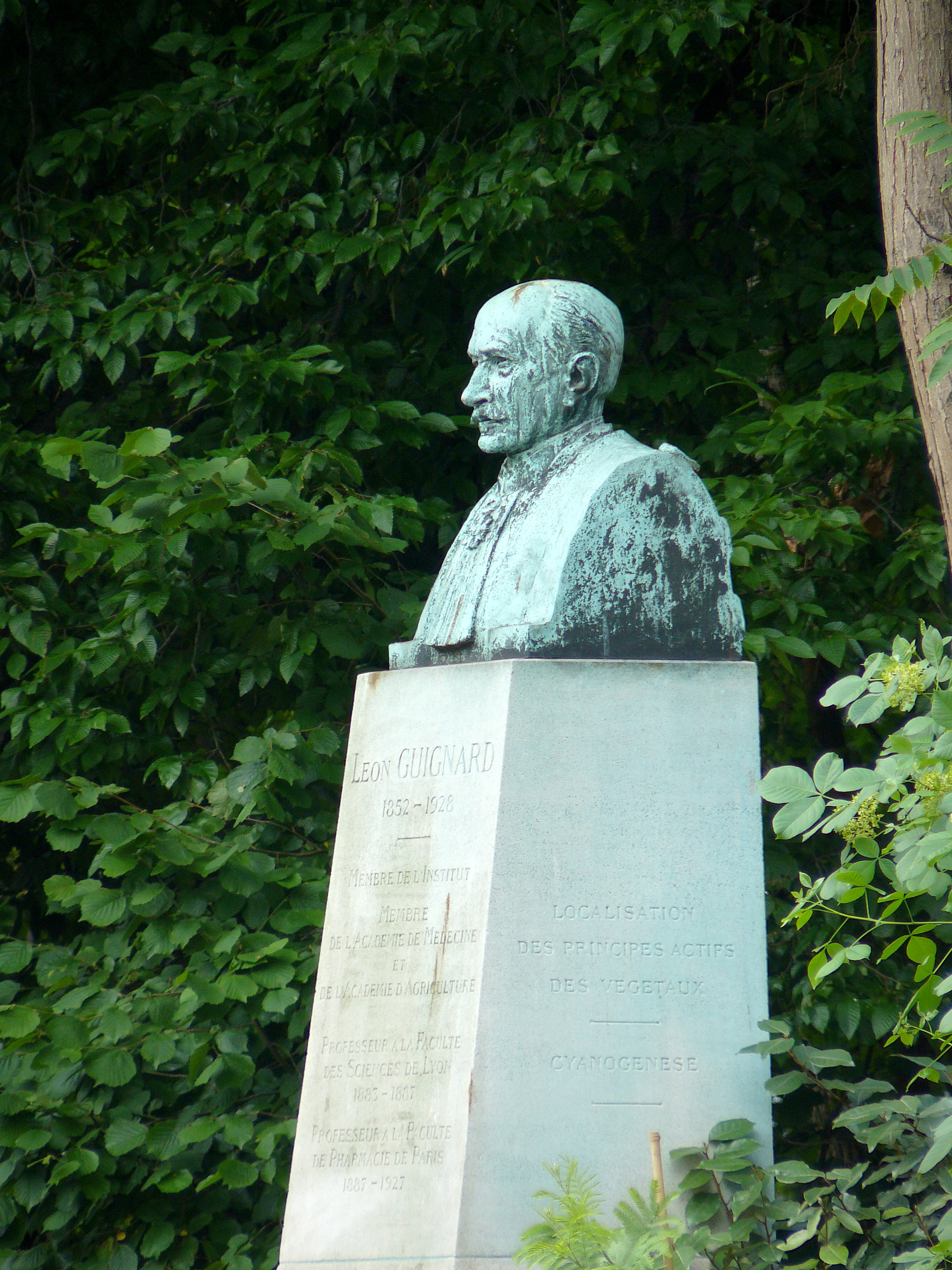
Buste de Léon Guignard.
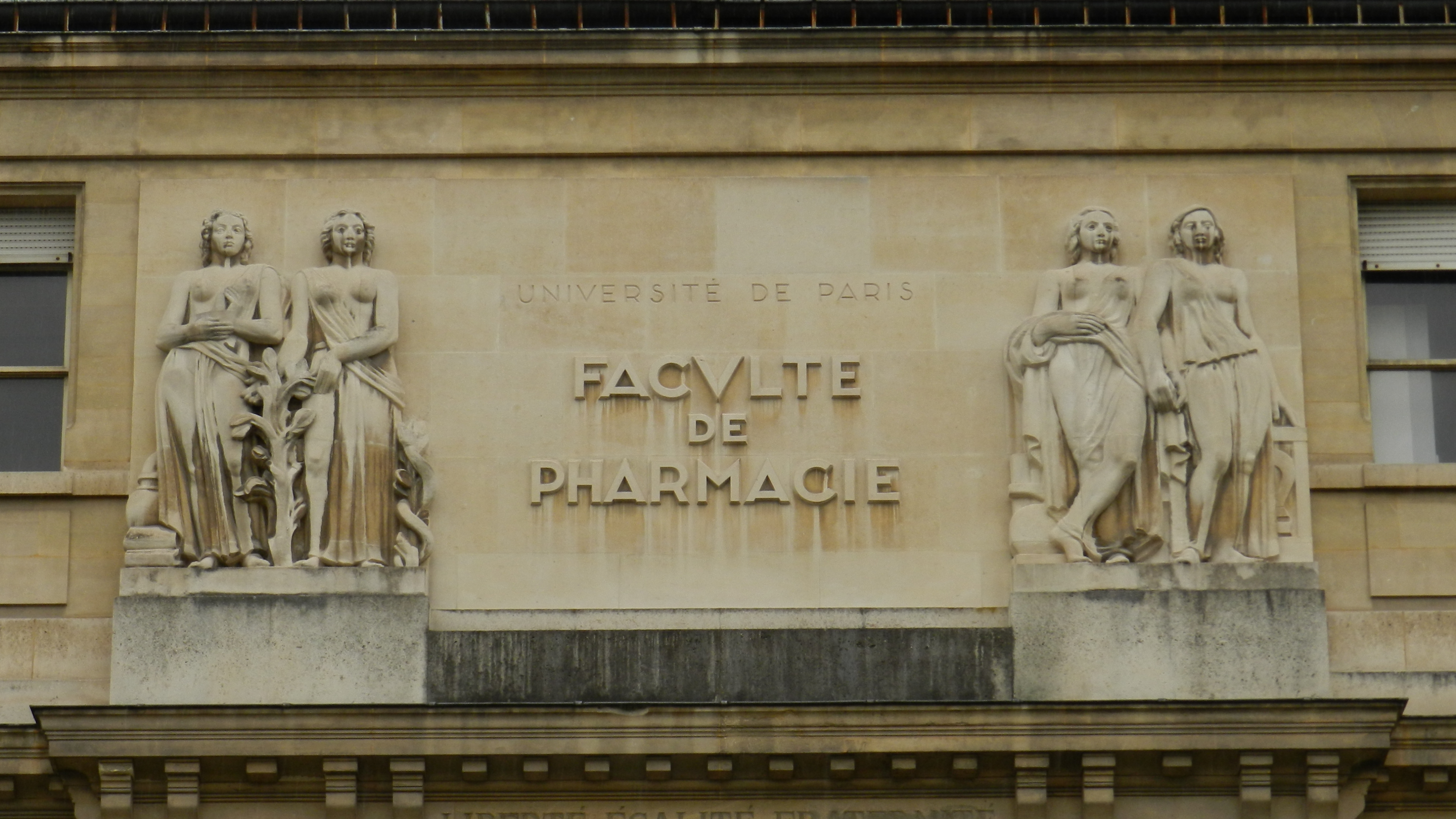
Fronton.
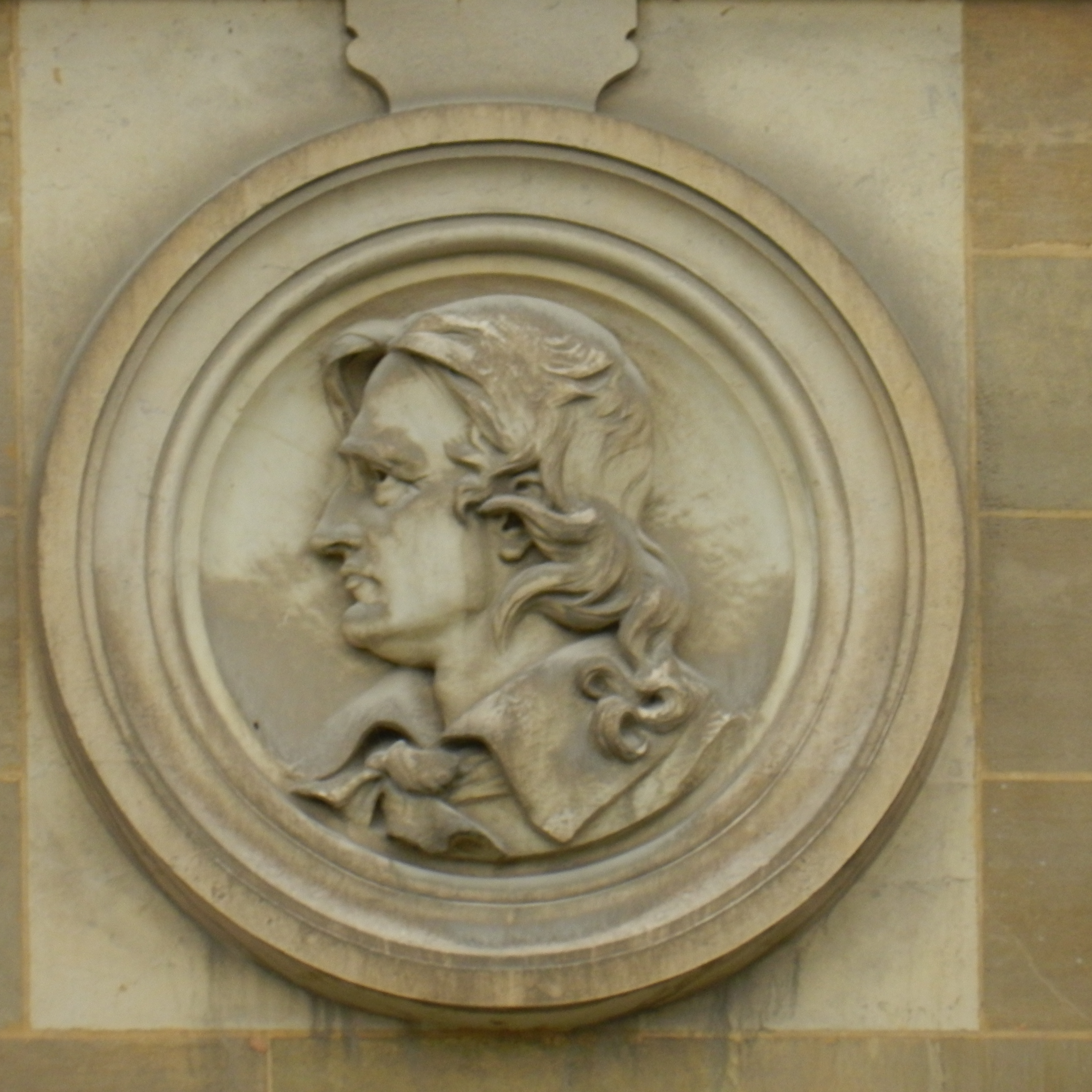
Médaillon.
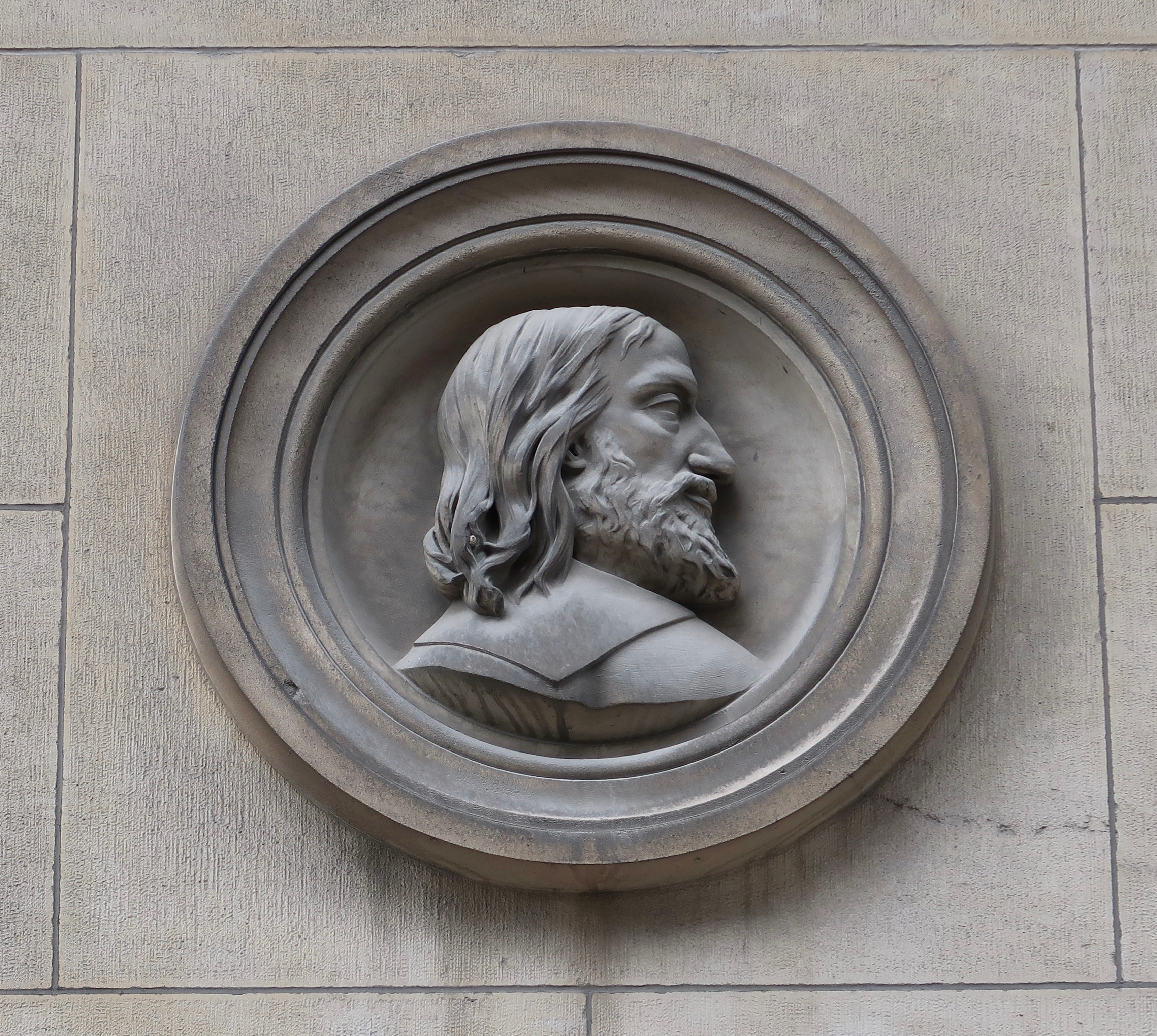
Médaillon rue Michelet.
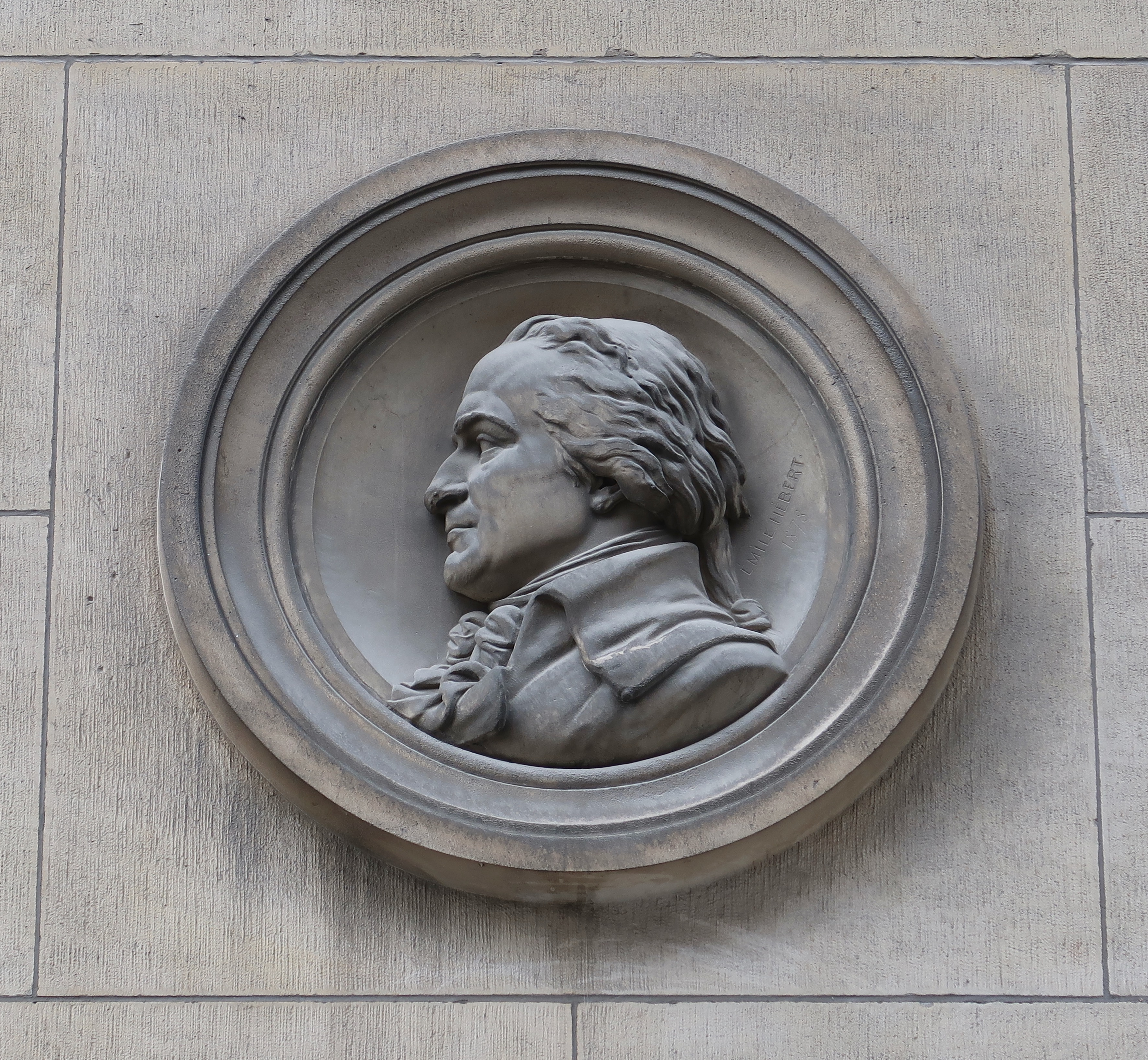
Médaillon rue Michelet.
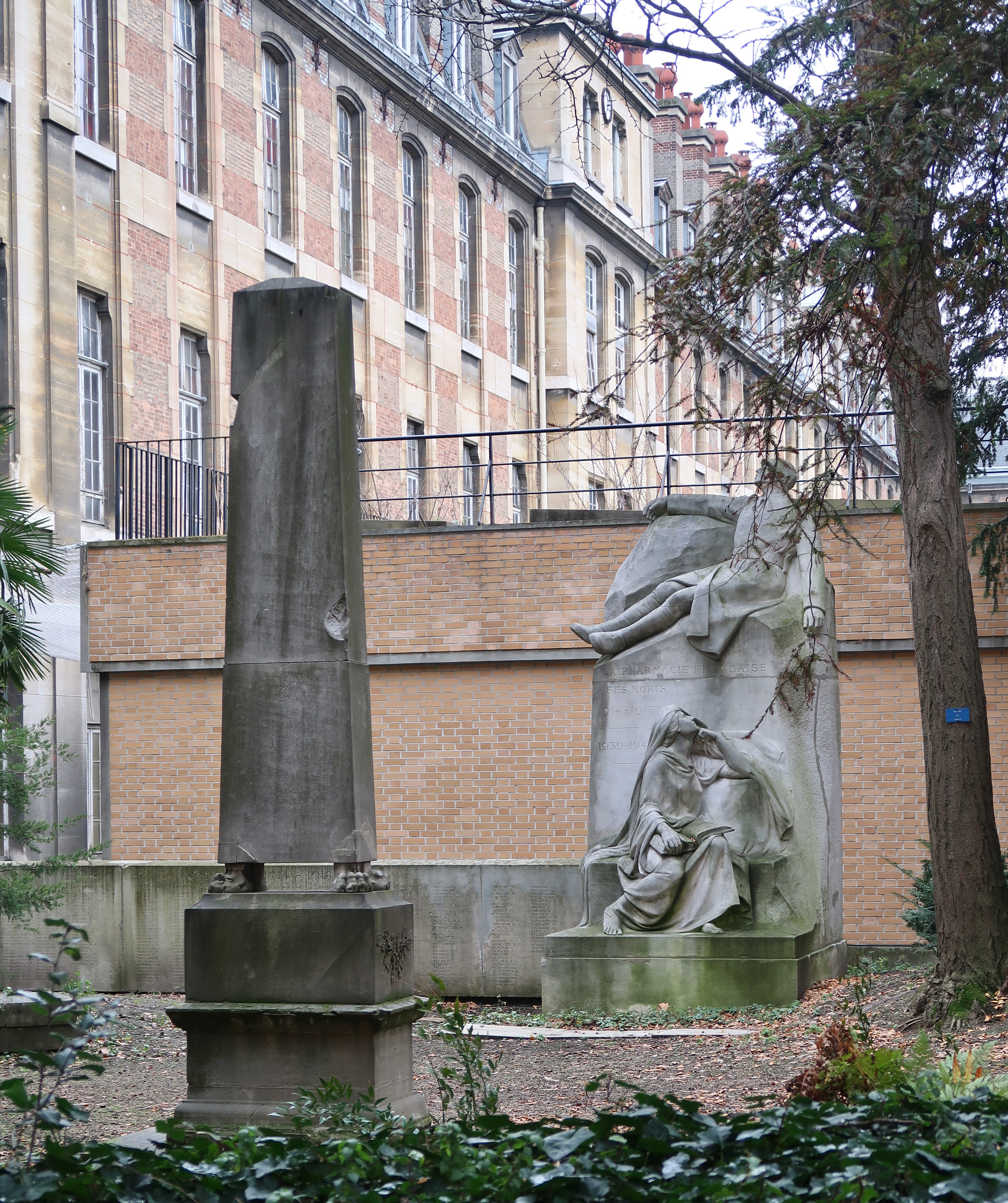
Monument aux morts.